# Білий бісквіт

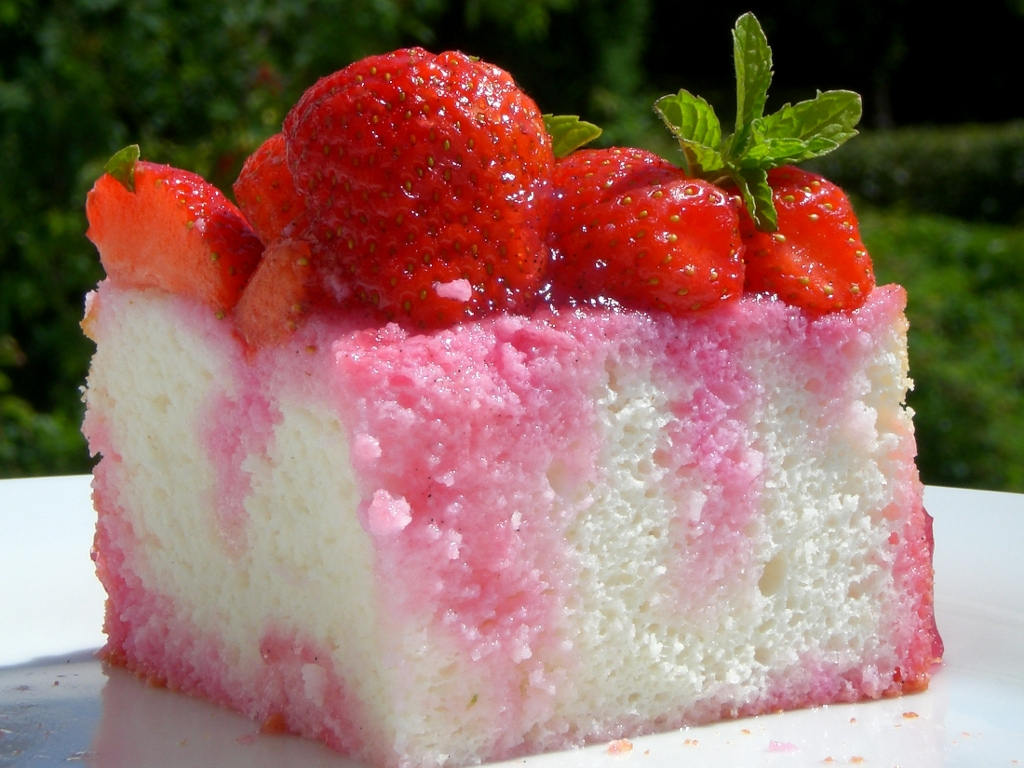
Пиріг «Їжа янголів», різновид білого бісквітного пирога

Білий бісквіт (англ. White cake) — тип бісквіту, який часто має ванільний смак і готується без яєчних жовтків. Білі бісквіти можуть бути здобними або бісквітними. Пиріг «Їжа янголів» — це різновид бісквітного торта, який вважається білим бісквітом, оскільки для його виготовлення використовуються лише яєчні білки . Білий бісквіт використовується як компонент для десертів, таких як деякі варіації шарлотки та трайфл. Білий бісквіт може бути виготовлений за допомогою методів кремування (взбивання); потім з бісквітних коржів можна приготувати ярусні торти з більш щільною крихтою. Це типовий вибір для багаторівневих весільних тортів через зовнішній вигляд і текстуру біквіту.

## Дивись також
- Бісквіт
- Масляний пиріг